# Albert Patitz
Hermann Wilhelm Albert Patitz (* 24. Mai 1906 in Dresden; † 6. August 1978 in Radebeul) war ein deutscher Architekt.

## Leben und Wirken

### Frühe Jahre

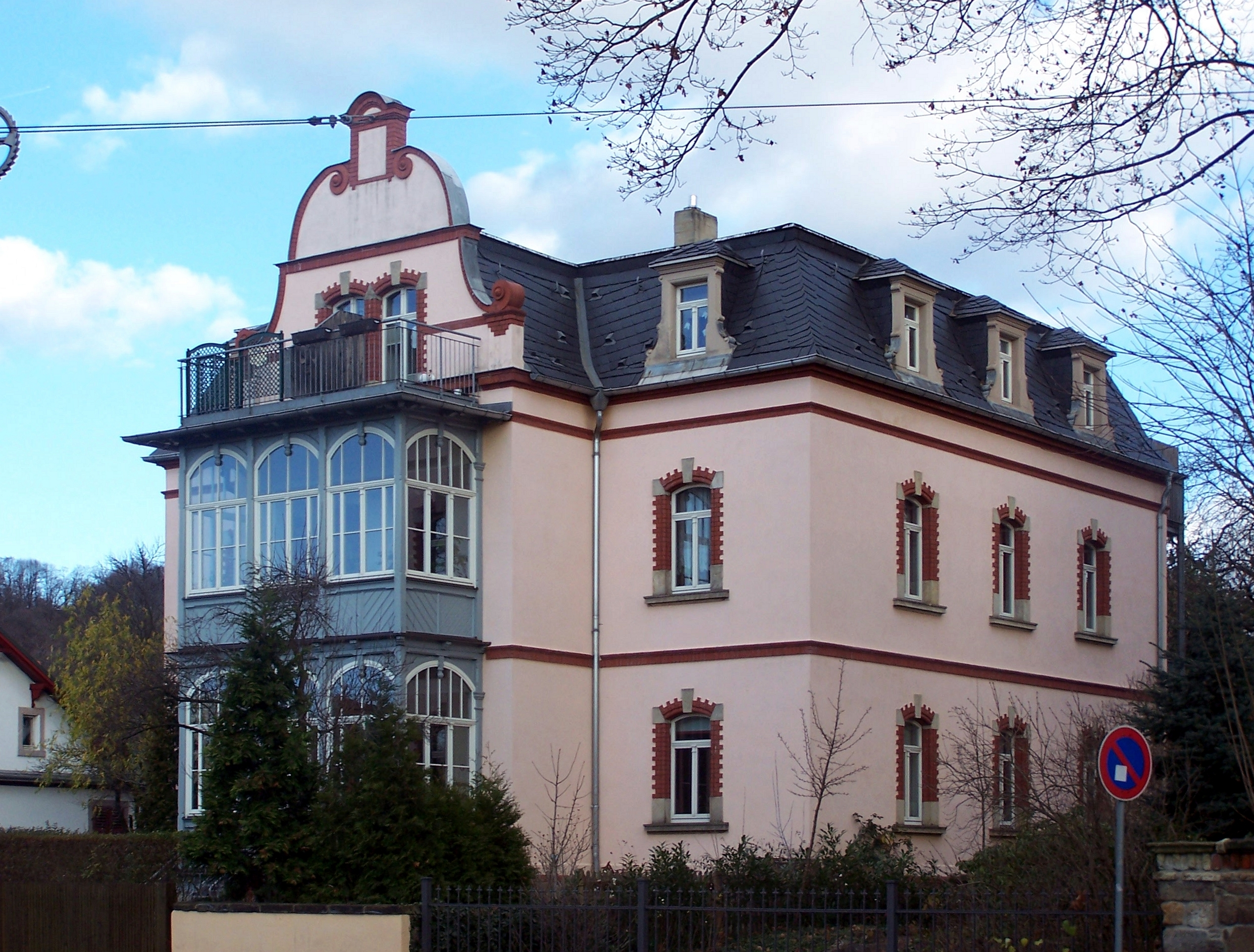
Schwiegerelterliches Wohn-/Bürohaus Gabelsberger Straße 1, Radebeul

Der 1906 geborene Albert Patitz besuchte bis 1920 die Schule in Dresden und begann dann eine Maurerlehre im väterlichen Betrieb von Hermann Patitz. Ende des Jahres wechselte er den Ausbildungsbetrieb, neben dessen abendlicher Ausbildung er tagsüber für zweieinhalb Jahre die Technische Lehranstalt besuchte. Ab dem Wintersemester 1922/1923 besuchte er die Sächsische Staatsbauschule, ab dem folgenden Sommersemester kamen Abendkurse an der Kunstgewerbeschule hinzu. Im April 1924 schloss Patitz seine Gesellenprüfung ab.
Abgesichert durch seinen Gesellenlohn besuchte er weiter die Staatsbauschule, die er 1926 mit dem Reifezeugnis abschloss. Bereits 1925 hatte er als Hörer an der Technischen Hochschule Dresden einen Sonderlehrgang Städtebau gehört, ein Jahr später folgte ein weiterer zum Thema Ländliches Bauen.
Vierzehn Tage nach seiner Staatsbauschulprüfung hatte Patitz begonnen, als Bautechniker im Architekturbüro von Alfred Tischer zu arbeiten. Im November 1926 wechselte er in das Büro von Lossow & Kühne.
Zum Beginn des September 1930 zog Patitz von Dresden nach Radebeul in das Haus seiner künftigen Schwiegereltern zu seiner Verlobten Erna Lämmel in der damaligen Gabelsberger Straße 1, wo er später auch sein Büro betrieb (Adresse ab 1935: Straken 9, ab 1945: Eduard-Bilz-Straße 9).
Patitz hatte neben seiner Aufgabe der Durchplanung von Grundrissen heimlich, obwohl dies dem Bürovorsteher vorbehalten war, Fassadenentwürfe gezeichnet, die er dem Inhaber Max Hans Kühne präsentierte. Dieser erkannte Patitz’ Talent und förderte ihn von da ab persönlich. Wegen der Wirtschaftskrise musste Patitz jedoch zum Ende September 1930 entlassen werden. In den folgenden drei Jahren der Arbeitslosigkeit verfertigte er mehrere Honorararbeiten, so unter anderem für Schilling & Graebner, Fritz Rauda und Alfred Tischer. Während dieser Zeitperiode wurde Patitz 1932 dank zweier Bürgen in den Bund Deutscher Architekten (BDA) aufgenommen.
Ebenfalls im Jahr 1932 heiratete Patitz, der zwischenzeitlich auch als einfacher Maurer arbeitete, seine langjährige Verlobte Erna Lämmel. Das Hochzeitsspalier stellten Mitglieder des Jungdeutschen Ordens, dem beide seit Mitte der 1920er Jahre angehörten.

### Drittes Reich

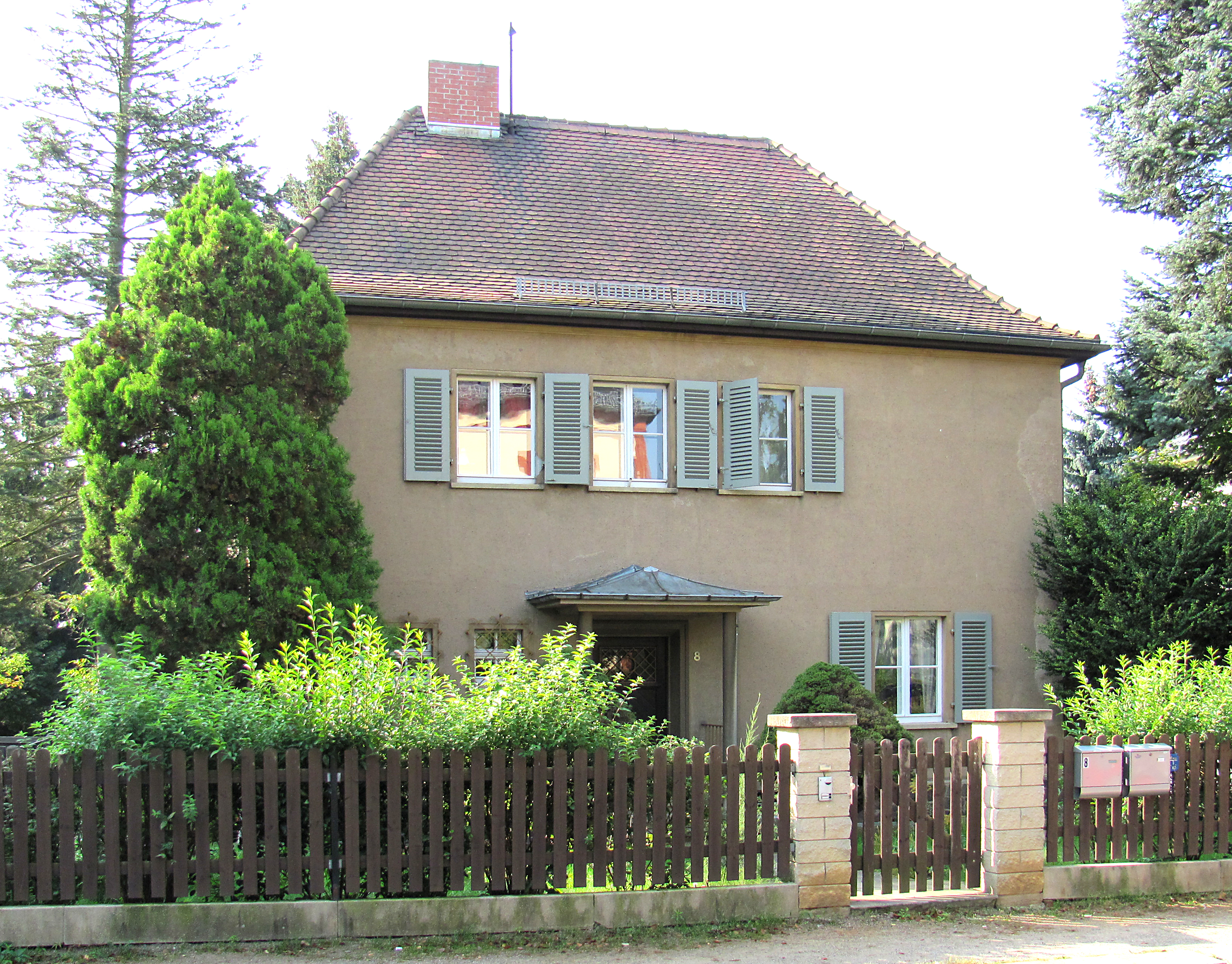
Einfamilienhaus Karl-May-Straße 8, Radebeul

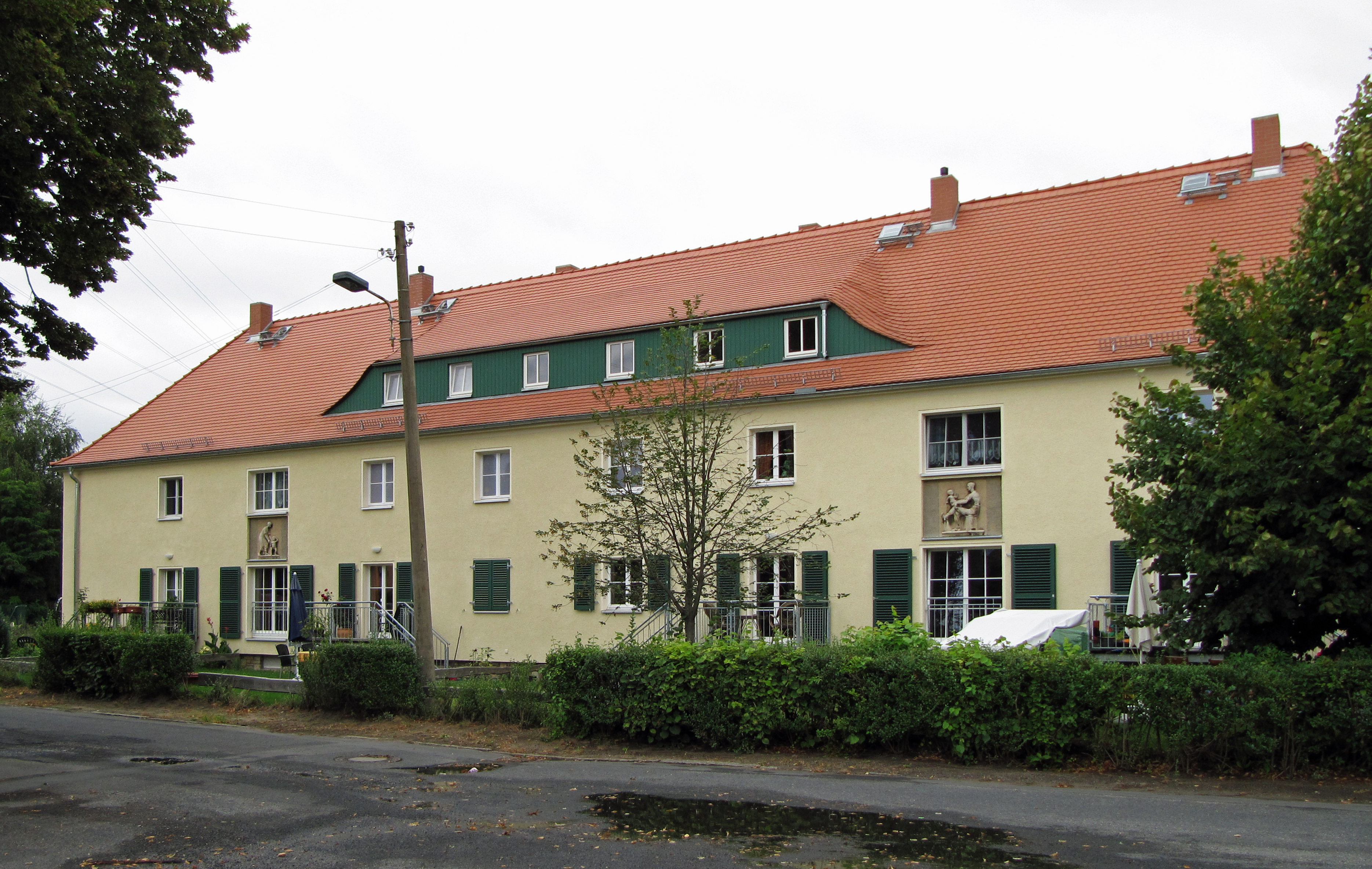
Siedlungshaus Brockwitzer Straße 2/4, Radebeul

Im August 1933 beendete Patitz seine Arbeitslosigkeit, indem er sich selbstständig machte. Noch im gleichen Jahr verfertigte er einige Wohnhausprojekte in Oberlößnitz, Gittersee, Langebrück, Liegau und Klotzsche.
Mit der Auflösung des Bundes Deutscher Architekten 1933 wurde Patitz Mitglied der Reichskulturkammer als Vertretung der Architektenschaft.
In das Jahr 1934 fiel der Neubau des Mehrfamilienhauses für den Bildhauer Schuster in der Wasastraße in Radebeul, mit dessen Betrieb er bis zu seinem Tod verbunden bleiben sollte, vor allem durch die langjährige Anfertigung von Grabstein-Entwürfen und -Beschriftungen für den Bildhauer.
Ebenfalls im Jahr 1934 tat sich Patitz, dem es an einer „praktischen Geschäftstüchtigkeit“ mangelte, mit Karl Lötzsch als Kompagnon für die geschäftlichen Aufgaben zusammen (Patitz & Lötzsch). Die Zusammenarbeit währte bis zum September 1936, als sich Lötzsch wegen einer längeren Krankheit Patitz’ von diesem wieder trennte. Dem weiteren Aufschwung des Büros von Patitz schadete dies jedoch nicht. Bis 1942 konnte Patitz, einer der Architekten der Heimatschutzarchitektur, rund 130 Planungen zu Wohnhäusern, Siedlungen, Fabrikbauten sowie Innenausbauten verzeichnen, von denen jedoch immer mehr während der ersten Kriegsjahre im Projektstatus verblieben und nicht mehr ausgeführt wurden.
Im Jahr 1935 wurde Patitz’ erster Sohn Ulrich bereits in „leidlich materieller Sicherheit“ geboren.
Eine schwere Operation im Jahr 1939 hatte verhindert, dass Patitz zum Kriegsdienst eingezogen wurde. Auf den Aufruf von Albert Speer im Jahr 1942 an die deutschen Architekten und Ingenieure hin, sich für einen Auslandseinsatz zur Verfügung zu stellen, meldete sich Patitz für die Ukraine. Bis kurz nach der Schlacht von Stalingrad war er für den Wiederaufbau der Werke, die der Dnepr-Holz GmbH in Kiew und Saporischschja zugewiesenen waren, verantwortlich und hielt sich hauptsächlich in Dnepropetrowsk auf. Aus dieser Zeit sind zahlreiche Aquarelle der dortigen Landschaften überkommen. Mit dem Rückzug der Zivilisten ging Patitz nach Deutschland zurück, wo er ab Mitte 1944 bis Anfang 1945 nach Leipzig beordert wurde, um Kriegsschäden zu beseitigen.

### Nachkriegs- und DDR-Zeiten
Mit dem Ende des Zweiten Weltkriegs wurden die Bewohner des Lämmel’schen Mehrfamilienhauses zwangsgeräumt, und aus der ursprünglich nur für zwei Tage angesetzten Einquartierung wurde eine zweimonatige Besetzung des Hauses durch sowjetische Truppen. Nach Rückkehr der Bewohner und Beseitigung der Vandalismusschäden versuchte Patitz, sein Architekturbüro wieder in Gang zu bringen. Durch seinen Einsatz für die Stadtverwaltung wurde er auch zu Wohnungsneubauplanungen auch für sowjetische Dienststellen zwangsverpflichtet. Ab 1946 erhielt Patitz die Anerkennung als Freischaffender Künstler, so durch die Mitgliedschaft in der Landeskammer der bildenden Künste Sachsens und die darauffolgende Mitgliedschaft im FDGB in der Sparte Bildende Kunst, verbunden mit den entsprechenden Berechtigungs- und Bezugskarten.
Ebenfalls im Jahr 1946 wurde Patitz’ zweiter Sohn Lutz geboren, der 1973 Radebeul verlassen sollte und in Frankfurt (Oder) Architekt und Stadtplaner wurde, womit er in die Fußstapfen seines Vaters trat.
Wohl ab 1946, spätestens 1947 arbeitete Patitz für das Neubauernprogramm, 1947 erhielt er die Bestätigung als Bezirksarchitekt für neun Gemeinden im Raum Pirna / Sächsische Schweiz, wo er als Kulturschaffender zumeist kleinere Bauten im Ländlichen Raum entwarf. Ab dieser Zeit bildete er mit seinem in Pirna wohnenden jüngeren Bruder Rudolf eine Arbeitsgemeinschaft. Rudolf beschaffte durch Beziehungen zum Zellstoffwerk Heidenau den Auftrag für die Planung des Zellstoffwerks Magdeburg-Rothensee. Die Arbeitsgemeinschaft arbeitete als Subunternehmer für die Landesprojektierung Sachsen und erstellte in der Folgezeit Planungen für die Roßlauer Schiffswerft, Bauten in Bernburg, die Sprungschanze in Altenberg / Geising und für das Pionierlager Papstdorf.
Mit dem Beginn von 1951 wurde das Radebeuler Büro mit etwa zwölf Angestellten zu einer Art Zweigstelle des VEB Industrieentwurf. Mit dem 1. Juli 1951 erfolgte die Übernahme des Büros durch den VEB (Z) Projektierung – Entwurfsbüro für Hochbau Dresden I mit dem Zwang, mitsamt der eigenen Ausrüstung nach Dresden in die Tannenstraße umzuziehen. Am 1. Oktober 1951 erhielt Patitz einen Einzelvertrag, später erhielt er Teile seiner eigenen Ausrüstung aus dem Betrieb zurück. Für die Errichtung der Sportschule Neuländer Straße wurde Patitz im Oktober 1952 zum ersten Mal als Aktivist der sozialistischen Arbeit ausgezeichnet, im Dezember des Jahres wurde er zum Brigadeleiter berufen. Es folgten Planungen für die Wismut, Wohnungs-, Kultur- und Sozialbauten in Johanngeorgenstadt sowie die Poliklinik in Aue, für die er 1953 wiederum als Aktivist ausgezeichnet wurde.
Nebenberuflich setzte sich Patitz 1953 für die Gestaltung des Festumzugs 600 Jahre Radebeul ein, im Jahr darauf folgte die unentgeltliche Gestaltung des Logos für die Schule Oberlößnitz anlässlich ihrer 100-Jahr-Feier.

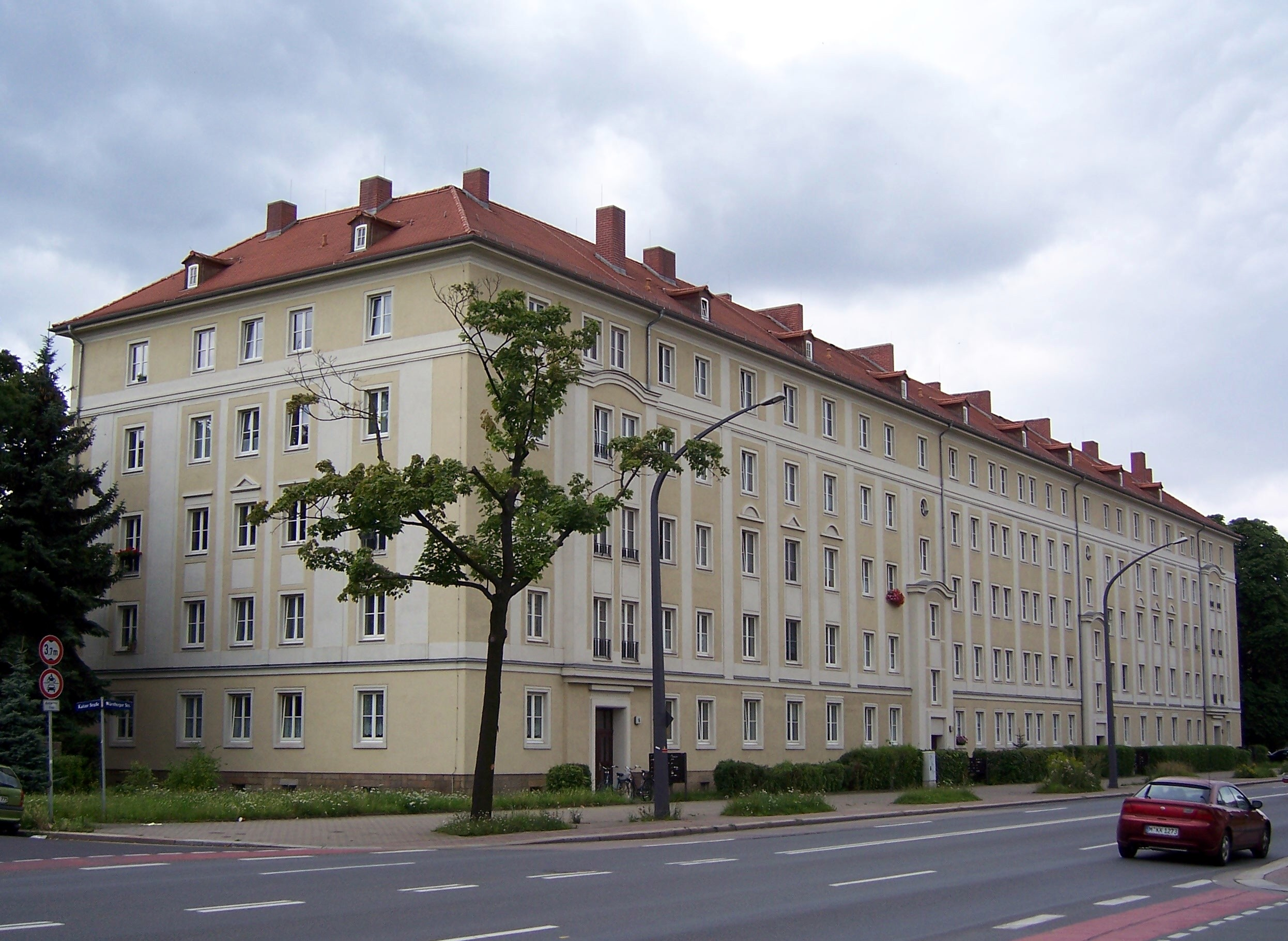
Ein Haus des Komplexes Nürnberger Straße 13–31/10–28, Dresden

Ab Mitte 1953 entstanden im Rahmen eines Sonderbauprogramms für Arbeiter des Bergbaus die Planungen für die Dresdner Südvorstadt mit etwa 1500 Wohnungen, für dessen Teilprojekt „331 Wohnungen in der Nürnberger Straße“ er 1954 aus dem Ministerfonds des Ministers für Aufbau Heinz Winkler eine persönliche Prämie in Höhe von 1500 Mark erhielt. Auch in den Folgejahren beschäftigte sich Patitz weiter mit der Südstadt, so unter anderem mit Nebenstraßen der Nürnberger Straße und der Würzburger Straße.
Mit der Konstituierung des Bundes Deutscher Architekten 1954 trat er diesem erneut bei, und auch als der BDA 1972 zum Bund der Architekten in der DDR gewandelt wurde, unterschrieb Patitz in der Regel weiterhin mit Architekt BDA.
Privat entstand 1956/1957 als „Einfamilienhaus mit Privatlabor im Keller“ die Meyer-Villa in der Oberlößnitz, ein „seltenes Beispiel einer DDR-Unternehmervilla“ für den Radebeuler Unternehmer Gerhard Meyer. Noch Ende der 1950er Jahre entwarf er neben seiner Angestelltentätigkeit den Umbau des Grundstücks der Villa Wach in der Oberlößnitz als Schulerweiterung, außerdem den Umbau mehrerer Gebäude.
Ende 1958 wurde ihm nach Differenzen mit einem neuen Betriebsdirektor der Einzelvertrag gekündigt. Der Direktor des Büros für Gebiets-, Stadt- und Dorfplanung in der Altenzeller Straße in Dresden ermöglichte ihm im Januar 1959 die Umsetzung in dessen Büro, wo er Leiter der Stadtplanungsgruppe II wurde, zuständig für die Kreise Riesa, Meißen und Großenhain. Im Jahr 1963 erfolgte die Umbenennung in Komplexbrigade II. Aus dieser Zeit sind insbesondere die „Generelle Planung der Stadt Riesa“ und der städtebauliche Entwurf des Wohnkomplexes Riesa-Weida mit etwa 4.000 Wohnungen hervorzuheben.
Als weitere Aufgabe war Patitz 1959 die Mitgliedschaft in der Auftragskommission des Kreises Dresden-Land übertragen worden, 1960/1961 wurde er Vorsitzender des Bauaktivs, dessen Mitglied er bereits seit 1955 war, und 1961 wurde er Stadtverordneter in Radebeul für den Kulturbund der DDR, für den er viele Jahre in der Arbeitsgruppe Denkmalpflege und Stadtgeschichte gearbeitet hatte. In diesem Zusammenhang wurde er auch Mitglied der Ständigen Kommission Bauwesen, 1962 erfolgte die Ernennung zum ehrenamtlichen Denkmalpfleger für Radebeul.
Zum 1. Januar 1965 wurden Teile des Büros für Gebiets-, Stadt- und Dorfplanung zum neugegründeten Büro für Territorialplanung beim Rat des Bezirkes Dresden. Patitz verblieb mit diesen in der Altenzeller Straße, während die anderen Stadtplaner in das neugeschaffene Büro des Bezirksarchitekten Peter Sniegon wechselten. Die letzten Monate vor seinem Renteneintritt 1971 wurde Patitz zum sogenannten Bezirksenergiestab delegiert.
Nach Rentenbeginn verfertigte Patitz in Radebeul noch zahlreiche kleinere Projekte in seiner Umgegend, bis er im August 1978 im Radebeuler Kreiskrankenhaus an den Folgen einer Operation verstarb. Sein Grab liegt auf dem Friedhof Radebeul-Ost.

## Würdigung
Patitz war als Architekt ein „Vertreter zwischen Tradition und Moderne“; er war derjenige, der von den etwa zeitgleich in den 1930er Jahren in Radebeul Wohnhäuser errichtenden Kollegen Alfred Tischer und Max Czopka die „ausgeprägteste[…] Handschrift“ hatte. Insbesondere was seine jeweils individuell gestalteten Eingangsbereiche anging, was am Beispiel Zweifamilienhaus Sachsenstraße 7 eindrucksvoll zu erkennen ist, erkennt man Patitz’ Häuser wieder. Da jedoch seine Wohnhäuser für meist begüterte Radebeuler Bürger über das Stadtgebiet verteilt sind und sich dort in das bestehende Stadtbild einfügen, ergeben sie im Gegensatz zu Max Czopkas oft dicht beieinander stehenden Villen kein geschlossenes Stadtbild.
Erkennbar sind Patitz’ Wohnhäuser der 1930er Jahre auch an dem an Lößnitz-Winzerhäuser erinnernden Baustil aus zweigeschossigen, verputzten Baukörpern mit einem hohen, ziegelgedeckten Walmdach.
Seine Zusammenarbeit mit zeitgenössischen Künstlern erstreckte sich nicht nur auf den Bildhauer Franz Schuster, für den er 1934 dessen Wohnhaus errichtete und in der Folgezeit häufiger beispielsweise Grabsteine entwarf. Das Wohnhaus Heinrich Wentzel in der Bodelschwinghstraße 10 in der Niederlößnitz erhielt durch den Maler und Bildhauer Hermann Glöckner ein Sgraffito in Form einer Wandsonnenuhr. Auch die Brockwitzer Straße 2/4 ebenso wie die Kötitzer Straße 137 in der Siedlung der Landessiedlungsgesellschaft Sachsen in Naundorf erhielten Reliefs mit Familienszenen des Bildhauers Burkhart Ebe.

## Bauten (Auszug)
- 1926: Entwurf für einen Anbau an die Oberlößnitzer Schule in Oberlößnitz, Augustusweg 42 (im Büro Alfred Tischer)
- 1933: Aufstockung einer Veranda an der Villa Antonie Henrici in Oberlößnitz, Augustusweg 43
- 1934: Erweiterung Landhaus Beschke im Radebeuler Stadtteil Niederlößnitz, Meißner Straße 158 (Patitz & Lötzsch, Ausführung Gebrüder Große)
- 1934: Einfamilienhaus Kurt Reinhard im Radebeuler Stadtteil Niederlößnitz, Thomas-Mann-Straße 15 (Patitz & Lötzsch)
- 1934: Mehrfamilienhaus Franz Schuster im Radebeuler Stadtteil Serkowitz, Wasastraße 20 (Patitz & Lötzsch)
- um 1934: Private Frauenklinik Dr. med. R. Taubert
- 1935: Wohnhaus Pillnitzer Landstraße 65b, Dresden-Loschwitz, Bauherr Erich Fiedler (Patitz & Lötzsch)[5]
- 1935: Wohnhäuser Marienwerder Straße (heute: Cunewalder Straße) 24, 26, 28 u. 30, Dresden-Bühlau, Bauherr: Gemeinnützige Bau- und Grundstücksgesellsch. m. b. H. (Patitz & Lötzsch)[6]
- 1935: Wohnhaus Marienwerder Straße (heute: Cunewalder Straße) 22, Dresden-Bühlau, Bauherr: Prokurist Willy Töpfer. (Patitz & Lötzsch)[7]
- 1935: Umbau Mietvilla Dr.-Schmincke-Allee 21 im Radebeuler Stadtteil Serkowitz (Patitz & Lötzsch)
- 1935: Wohnhaus Tannenbergstraße (heute Weißenberger Straße) 1b, Dresden, Bauherr: Paul Lorenz. (Patitz & Lötzsch)[8]
- 1935: Doppelhaus Schattra/Singer in Radebeul, Goethestraße 30 / Karl-Marx-Straße 21 (Patitz & Lötzsch)
- 1935: Einfamilienhaus Karl-May-Straße 8 in Radebeul (Patitz & Lötzsch)
- 1935: Fabrik-Hintergebäude, Leipziger Straße 166, Dresden. (Patitz & Lötzsch)[9]
- 1935: Dreifamilienhaus, Ludwig-Richter-Straße 8, Dresden-Oberloschwitz. (Patitz & Lötzsch)[10]
- 1935: Sechsfamilienhaus, Heubnerstraße 10, Dresden, zerstört. (Patitz & Lötzsch)[11]
- 1936: Einfamilienhaus Karl Lätzer im Radebeuler Stadtteil Oberlößnitz, Bennostraße 36 (Patitz & Lötzsch)
- 1936: Zweifamilienhaus Sachsenstraße 7 im Radebeuler Stadtteil Oberlößnitz
- 1937: Erweiterung Villa Friedrich Edmund Pröls im Radebeuler Stadtteil Kötzschenbroda, Meißner Straße 253
- 1938: Zweifamilienhaus Karl Hebenstreit in Radebeul, Goethestraße 37
- 1938/1939: Zweifamilienhaus Heinrich Wentzel im Radebeuler Stadtteil Niederlößnitz, Bodelschwinghstraße 10
- 1938/1939: „Volkswohnungen“ in der Siedlung der Landessiedlungsgesellschaft Sachsen im Radebeuler Stadtteil Naundorf (für die Landessiedlungsgesellschaft Sachsen, Realisierung: Gert Eisold)
  - Brockwitzer Straße 2/4
  - Kötitzer Straße 137–143
  - Tännichtweg 41–47
  - (Weistropper Straße 1–15 durch die Architekten Gebrüder Kießling)
- 1938/1940: Fünffamilienhaus Winzerstraße 14 im Radebeuler Stadtteil Niederlößnitz
- 1939: Anbau Mietvilla Carl August Böhmer im Radebeuler Stadtteil Niederlößnitz, Rennerbergstraße 7
- 1945–1947: Kriegsschädenbeseitigung am Winzerhaus Augustusweg 96 im Radebeuler Stadtteil Oberlößnitz
- ab 1953: Planungen für die Dresdner Südvorstadt
- 1953/1954: Siedlung Nürnberger Straße in der Dresdner Südvorstadt
- 1956/1957: Meyer-Villa im Radebeuler Stadtteil Oberlößnitz, Augustusweg 100
- nach 1959: „Generelle Planung der Stadt Riesa“
- nach 1959: städtebaulicher Entwurf des Wohnkomplexes Riesa-Weida